# Ceratina atra
Ceratina atra är en biart som beskrevs av Heinrich Friese 1917. Ceratina atra ingår i släktet märgbin, och familjen långtungebin. Inga underarter finns listade i Catalogue of Life.